# Bengal Rapid River
Bengal Rapid River is een rapid river in het Belgische dieren- en attractiepark Bellewaerde.
De baan opende in 1988 en werd gebouwd door het Limburgse Vekoma en Golding Leisure Design en ligt in het themagebied India.

## Speciale boten
De ronde boten hebben acht (4x2) zitplaatsen. Bellewaerde was het eerste attractiepark dat op het idee kwam de bootjes in vier delen op te splitsen. Men nam echter geen patent op dit idee, waardoor andere parken dit concept later ook hebben toegepast. Het opdelen van de boten zorgt ervoor dat de wildwaterbaan met relatief rustig verloop een veel intensere beleving krijgt.

## Veiligheid
De attractie is toegankelijk voor iedereen die groter is dan 100 cm. Voor kinderen tussen de 100 en 120 cm is de begeleiding van een volwassene vereist.

## Renovaties en onderhoud
Eind 2014, na het parkseizoen, worden renovatiewerken uitgevoerd aan de decoratieve waterval naast de baan. In 2015 werden nieuwe effecten toegevoegd waaronder onderwaterontploffingen. In mei 2016 echter berichtte pretparknieuwssite Looopings dat het decor van de attractie verwaarloosd zou zijn. Verf en cement bladdert af, alles is groen geworden door de beplanting en leidingen liggen bloot. Vermoedelijk zijn dit leidingen van de nieuwe effecten die het jaar ervoor zijn geïnstalleerd. In een reactie liet Bellewaerde weten dat er nog onderhoud voor de attractie op de planning stond. Tot op heden ligt de attractie er helaas nog steeds erg vervallen bij.
Eind 2016 besliste Walibi Holland op El Rio Grande, ook een wildwaterbaan van Vekoma, nieuwe boten te plaatsen. De oude boten werden naar Bellewaerde getransporteerd. Opvallend is dat de nieuwe boten in Walibi Holland nu uit één stuk bestaan, en Bellewaerde dus als enige park overblijft met gecompartimenteerde boten.

## Tot 2016: gesloten in het naseizoen
Wegens bladerval in de herfst en de erg groene omgeving rond de vaargeul van de attractie, kon Bengal Rapid River in het naseizoen nooit geopend worden. Indien de bladeren in de pompen terecht zouden komen, kan dit voor ernstige problemen zorgen. Zodoende was de attractie ook tijdens de drukste periode van het jaar, de Halloweenperiode, niet toegankelijk. Dan werd de ingang geblokkeerd met decoratiestukken (zoals bijvoorbeeld rokende autowrakken).
Daar kwam in 2017 verandering in: er werd een grote filter geïnstalleerd waardoor bladeren niet meer in de pompen terecht kunnen komen en de attractie zo het hele seizoen geopend kan worden.
Afbeeldingen